# گئورگ خاچاطور
گئورگ خاچاطور (ارمنی: Գևորգ Խաչատուր؛  زادهٔ ۵ مهٔ ۱۹۴۰)، شاعر و مترجم اهل ارمنستان بود.

## زندگی‌نامه
با نام اصلی گئورگ خورنی خاچاطریان (ارمنی: Գևորգ Խորենի Խաչատրյան) در ۵ مهٔ ۱۹۴۰ در گاندزاک به دنیا آمد و از دانشگاه دولتی ایروان فارغ‌التحصیل شد. خاچاتریان از سال ۱۹۸۸ عضو اتحادیه نویسندگان ارمنستان است. 

## تالیفات
- Հանճարաբույլ, ایروان، ۲۰۱۰:
- Բախտանիվ, ایروان، ۲۰۰۳:
- Երես առ երես, ایروان، ۱۹۹۶:
- Տարերք, ایروان، ۱۹۸۸:
- Մարդուն ընդառաջ, ایروان، ۱۹۸۴: